# Vladimir Novikov (water-polo)
Pour les articles homonymes, voir Vladimir Novikov.
Vladimir Dmitrievitch Novikov (en russe : Владимир Дмитриевич Новиков), né le 25 juin 1937 à Moscou et mort en 1980, est un joueur de water-polo soviétique.

## Carrière
Avec l'équipe d'URSS de water-polo masculin, Vladimir Novikov est vice-champion olympique aux Jeux d'été de 1960 à Rome.
Il évolue en club au Dinamo Moscou.